# Telostylus latibrachium
Telostylus latibrachium är en tvåvingeart som beskrevs av Günther Enderlein 1922. Telostylus latibrachium ingår i släktet Telostylus och familjen Neriidae.
Artens utbredningsområde är Sri Lanka. Inga underarter finns listade i Catalogue of Life.